# Халед Лабід
Халед Лабід (араб. خالد لبيض, нар. 24 серпня 1955, Рабат) — марокканський футболіст, що грав на позиції нападника і півзахисника. Відомий за виступами в марокканському клубі ФЮС і еміратському клубі «Аль-Аглі» (Дубай), та у складі національної збірної Марокко.

## Біографія
Халед Лабід на клубному рівні розпочав грати в клубі ФЮС з Рабата в 1974 році. У складі клубу в 1976 році футболіст став володарем Кубку Марокко. У 1991—1993 роках Лабід грав у складі еміратського клубу «Аль-Аглі» з Дубаю, після чого завершив виступи на футбольних полях.
У 1979—1986 роках Халед Лабід грав у складі національної збірної Марокко. У складі збірної він двічі брав участь у розіграшах Кубка африканських націй. У 1980 році збірна Марокко зайняла на турнірі третє місце, а Халед Лабід став з 3 забитими м'ячами одним із двох кращих бомбардирів турніру. У 1986 році марокканська збірна зайняла на турнірі четверте місце. Крім того, у складі олімпійської збірної Халед Лабід став у 1983 році переможцем Середземноморських ігор.

## Титули і досягнення

### Командні
- Бронзовий призер Кубка африканських націй: 1980
- Переможець Середземноморських ігор: 1983

### Особисті
- Найкращий бомбардир Кубка африканських націй (1):

1980 (3 голи, разом із Сегуном Одегбамі)